# TANGO6
TANGO6‏ (Transport and golgi organization 6 homolog) هوَ بروتين يُشَفر بواسطة جين TANGO6 في الإنسان.